# Lippeniederung bei Sande (LP)
Koordinaten: 51° 45′ 18″ N, 8° 39′ 0″ O

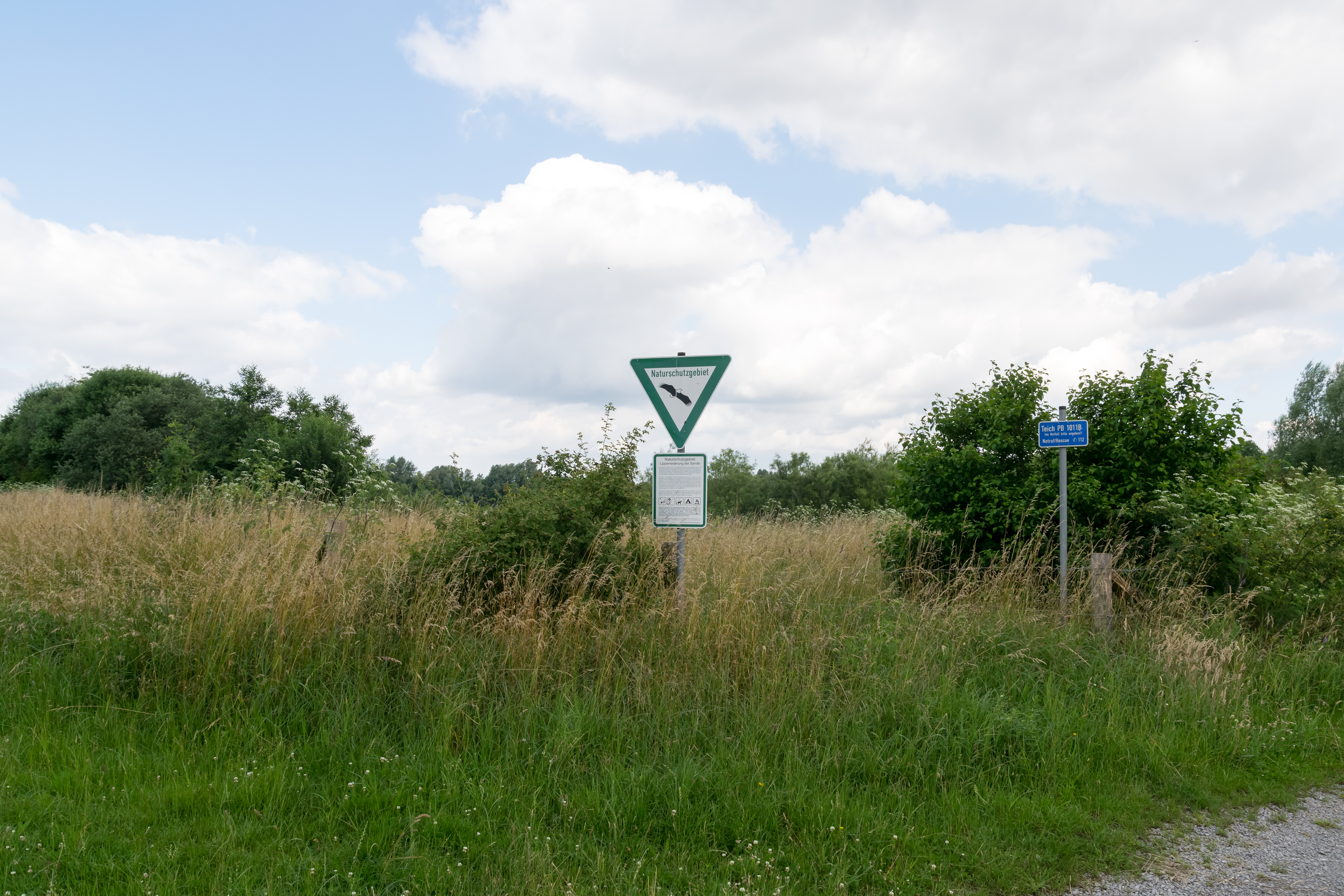
Naturschutzgebiet Lippeniederung bei Sande (LP) (Juni 2016)

Das Naturschutzgebiet Lippeniederung bei Sande (LP) liegt auf dem Gebiet der Stadt Paderborn im Kreis Paderborn in Nordrhein-Westfalen. Das aus zwei Teilflächen bestehende Gebiet erstreckt sich nordwestlich der Kernstadt von Paderborn und südwestlich von 
Sande, einem Stadtteil von Paderborn, entlang der Lippe. Am nordöstlichen Rand des Gebietes verläuft die B 64.

## Bedeutung
Das etwa 61,1 ha große Gebiet wurde im Jahr 1992 unter der Schlüsselnummer PB-031 unter Naturschutz gestellt. Schutzziele sind 
- Erhalt und Schutz eines Abgrabungsgewässers mit schmalen Röhrichtzonen und deren charakteristischen Pflanzengesellschaften und
- Erhaltung und Wiederherstellung einer naturnahen Flussaue mit hohem Grünlandanteil als Vernetzungskorridor.[2]